# Bras du Nord (rivière Valin)
Pour les articles homonymes, voir Bras du Nord.
Le Bras du Nord est un affluent de la rivière Valin, coulant dans le territoire non organisé de Mont-Valin et dans la municipalité de Saint-David-de-Falardeau, dans la municipalité régionale de comté (MRC) Le Fjord-du-Saguenay, dans la région administrative du Saguenay–Lac-Saint-Jean, au Québec, au Canada. Le cours du Bras du Nord coule dans le canton de Falardeau.
Une route forestière secondaire dessert la rive Sud-Ouest de la vallée du Bras du Nord et des lacs en amont ; d’autres routes forestières secondaires ont été aménagées dans le secteur pour les besoins de la foresterie et des activités récréotouristiques,.
La surface du Bras du Nord est habituellement gelée de la fin novembre au début avril, toutefois la circulation sécuritaire sur la glace se fait généralement de la mi-décembre à la fin mars.

## Géographie
Les principaux bassins versants voisins du Bras du Nord sont :
- Côté Nord : Rivière Nisipi, rivière Saint-Louis, rivière à la Hache ;
- Côté Est : Rivière Saint-Louis, rivière Valin, bras des Canots ;
- Côté Sud : Rivière Caribou, rivière Saguenay, rivière Michaud (rivière Saguenay), rivière Shipshaw ;
- Côté Ouest : Lac La Mothe, Rivière à l'Ours, rivière Blanche, rivière Shipshaw[2].

Le Bras du Nord prend sa source à l’embouchure d’un ruisseau de Montagne (altitude : 389 m). Cette source est située à 4,0 km à l’Est de la baie de la Brûlée du lac La Mothe, 8,4 km au Sud-Est du barrage à l’embouchure du lac Onatchiway, 15,4 km au Nord-Est du barrage à l’embouchure du lac La Mothe, 27,0 km au Nord-Est de l’embouchure du Bras du Nord, 22,2 km à l’Ouest du lac Moncouche et à 43,1 km au Nord de la rivière Saguenay.
À partir de sa source, le cours du Bras du Nord descend sur 30,6 km selon les segments suivants :
- 5,5 km vers le Sud-Est, jusqu’au ruisseau Bérubé (venant du Nord-Ouest) ;
- 9,0 km vers le Sud-Est, jusqu’au ruisseau Roméo (venant du Nord-Est) ;
- 3,8 km vers le Sud-Est, jusqu’au ruisseau bras de Fer (venant de l’Est) ;
- 8,1 km vers le Sud-Ouest, en formant une courbe en contournant une montagne pour se rediriger vers le Sud-Est, jusqu’à la décharge (venant de l’Ouest) d’un ensemble de lacs ;
- 4,2 km vers le Sud-Est, jusqu'à l'embouchure de la rivière[2].

L'embouchure du Bras du Nord se déverse sur la rive Ouest de la rivière Valin au pied de la Chute à Banc d’œuvre. Cette embouchure est située à :
- 11,4 km au Nord-Ouest de l’embouchure de la rivière Valin (confluence avec la rivière Saguenay) ;
- 16,5 km au Nord du centre-ville de Saguenay ;
- 104,9 km à l’Ouest de l’embouchure de la rivière Saguenay[2].

À partir de l’embouchure du Bras du Nord, le courant suit le cours de la rivière Valin, puis le cours de la rivière Saguenay jusqu'à la hauteur de Tadoussac où il conflue avec le fleuve Saint-Laurent.

## Toponymie
Jadis, ce cours d’eau était désigné « Rivière Falardeau », lequel était associé au canton de Falardeau, au Saguenay-Lac-Saint-Jean. Le nom de cet ancien toponyme évoque la carrière du peintre Antoine-Sébastien Falardeau (Cap-Santé, 13 août 1822-Florence, Italie, 14 juillet 1889) ; Falardeau fit carrière principalement en Italie, sa seconde patrie. Falardeau s'est surtout consacré à la réalisation d'excellentes copies de grands maîtres de la peinture. Sa formation de peintre est peu connu ; il a suivi des cours de peinture et a été apprenti peintre d'enseignes chez Robert Clow Todd, en 1841, à Québec.
Il est possible que le peintre italien G. Fassio, qui séjournait dans cette ville depuis 1835, l'ait orienté vers l'Italie et lui ait enseigné les rudiments de l'italien. En 1846, Falardeau quitte Québec pour Florence. Après des années difficiles, sa réputation s'établit : Charles III, duc de Parme, le nomme chevalier de l'ordre de Saint-Louis, le 17 janvier 1852. Il épouse Caterina Manucci-Benincasa, fille du marquis Francesco Mannucci-Benincasa Capponi, en 1861, dont il a eu au moins trois enfants.
En 1862 et en 1882, il revient au Canada brièvement et y expose ses peintures. Le gouvernement canadien lui commande en 1882 le portrait de Joseph-Adolphe Chapleau, un ancien premier ministre de la province de Québec. Il meurt accidentellement à Florence, son cheval, emballé, l'ayant précipité dans le fleuve. La dispersion de ses tableaux a rendu impossible l'étude approfondie de son œuvre. Le Musée du Québec en possède toutefois une vingtaine.
Le toponyme « Bras du Nord » a été officialisé le 8 avril 1975 à la Banque des noms de lieux de la Commission de toponymie du Québec, soit à la création de cette commission.